# Karl Menger

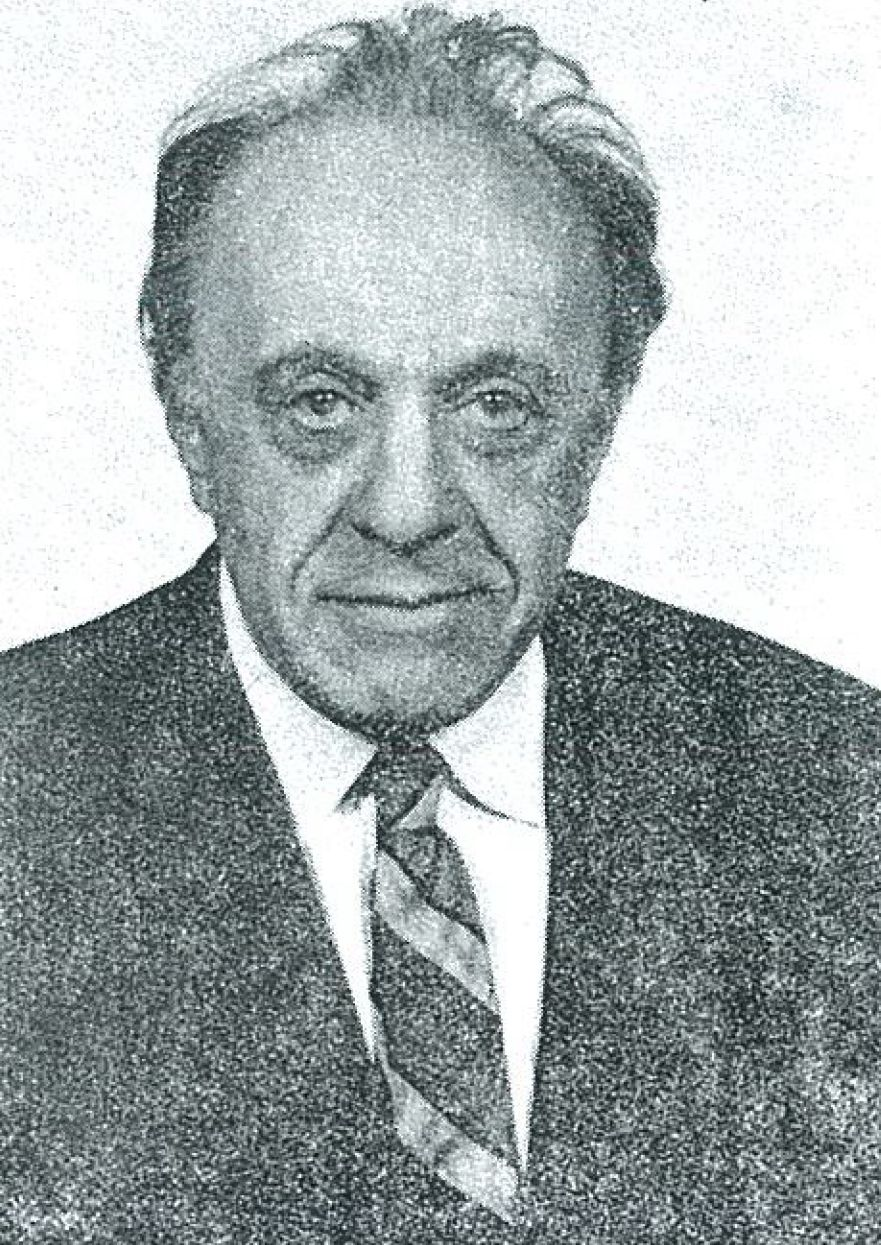
Karl Menger (1970)

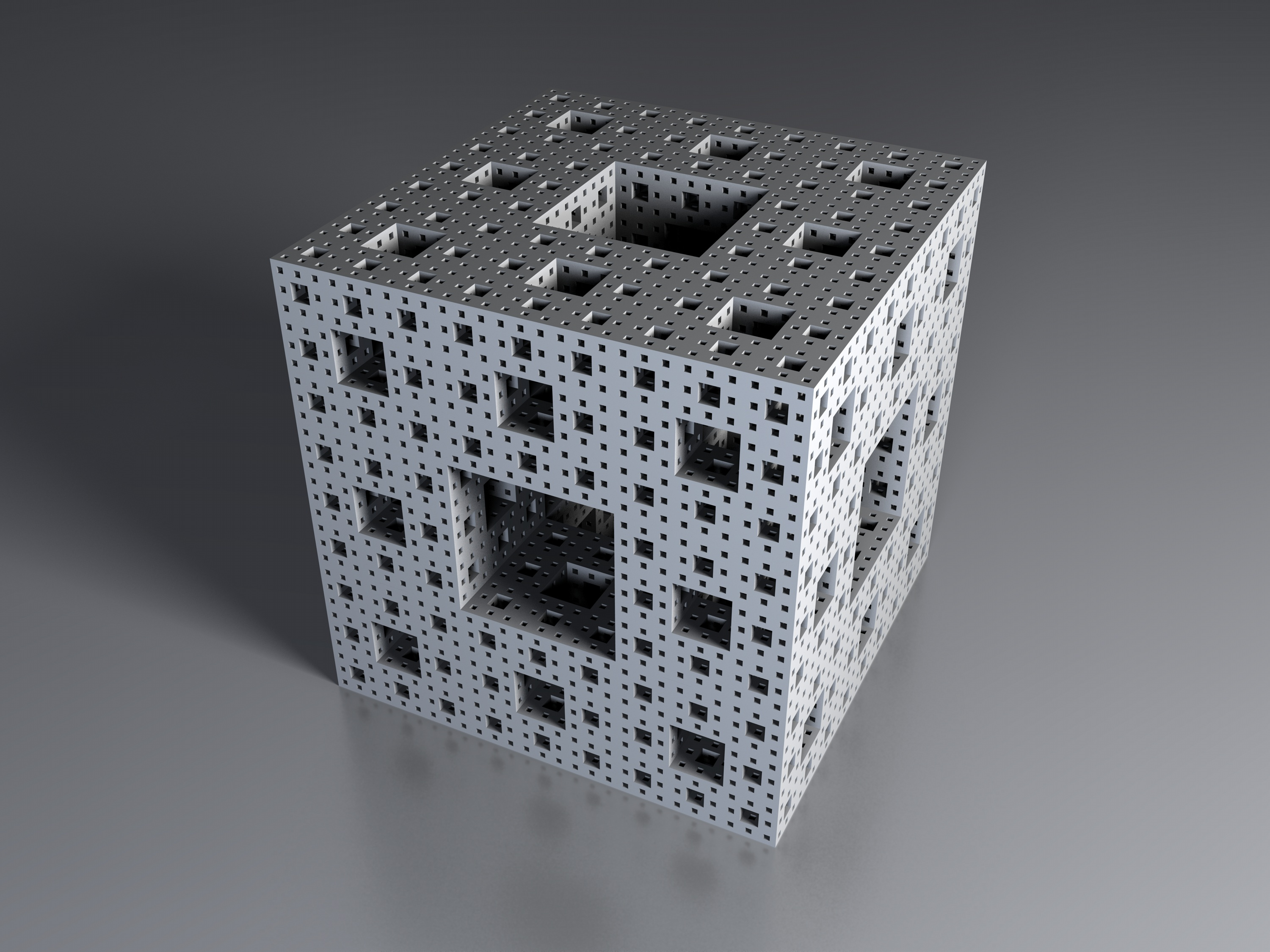
Der nach Karl Menger benannte Schwamm

Karl Menger (geboren 13. Jänner 1902 in Wien, Österreich-Ungarn; gestorben 5. Oktober 1985 in Chicago) war ein österreichischer Mathematiker. Er war der Sohn des Ökonomen Carl Menger.

## Leben
Menger arbeitete im Gebiet der Algebra, Topologie, Kurven- und Dimensionstheorie und befasste sich mit der allgemeinen Lehre vom Raum und von räumlichen Gebilden. Außerdem beschäftigte er sich mit ethischen Fragen und formalen Studien menschlicher Beziehungen. Besonders bekannt geworden ist der sogenannte Menger-Schwamm, der nach ihm benannt wurde. Menger lernte bei Hans Hahn und promovierte 1924 an der Universität Wien. Er war dort Mitglied des Wiener Kreises.
Er befasste sich unter anderem mit Abstandsgeometrie (Distance Geometry), das heißt Eigenschaften von Mengen von Punkten, die nur die Werte ihrer gegenseitigen Abstände benutzen. Hier verwendete er die zuerst von Arthur Cayley eingeführte Cayley-Menger-Determinante.
1927 konnte Menger eine Aussage aus dem Bereich der Graphentheorie über den Zusammenhang von disjunkten Wegen und trennenden Eckenmengen in einem Graphen beweisen, die als Satz von Menger bekannt wurde. Ferner ist der Satz von Menger-Nöbeling über die Einbettung endlichdimensionaler, kompakter, metrischer Räume in geeignete euklidische Räume mit seinem Namen verbunden.
Von 1928 bis 1936 arbeitete Menger als Universitätsprofessor für Geometrie in Wien und war Mitglied des Wiener Kreises. Zwischen 1937 und 1946 war er Professor für Mathematik an der University of Notre Dame in Indiana (USA), ab 1946 Professor am Illinois Institute of Technology in Chicago.
Ein weiteres Forschungsgebiet Mengers waren unscharfe Mengen (fuzzy set theory).
1932 hielt er einen Plenarvortrag auf dem Internationalen Mathematikerkongress in Zürich (Neuere Methoden und Probleme der Geometrie).
1928 erhielt er den Richard-Lieben-Preis.

## Trivia
Menger war ein Schulfreund von Heinrich Schnitzler, sie besuchten beide das Döblinger Gymnasium.

## Schriften
- Selecta mathematica. Band 1. Hrsg. von Bert Schweizer, Abe Sklar, Karl Sigmund, Peter Gruber, Edmund Hlawka, Ludwig Reich und Leopold Schmetterer. Springer-Verlag, Wien 2002, ISBN 3-211-83734-5, x+606 pp.
- Selecta mathematica. Band 2. Hrsg. von Bert Schweizer, Abe Sklar, Karl Sigmund, Peter Gruber, Edmund Hlawka, Ludwig Reich and Leopold Schmetterer. Springer-Verlag, Wien 2003, ISBN 3-211-83834-1, x+674 pp.
- Reminiscences of the Vienna Circle and the Mathematical Colloquium. Kluwer 1994 (Hrsg. Louise Golland).
- Selected papers in logic and foundations, didactics, economics. Reidel, Dordrecht 1979.
- Calculus: a modern approach. Ginn, Boston 1955.
- Géométrie générale. Gauthier-Villars 1954.
- Kurventheorie. Teubner 1932.
- Dimensionstheorie. Teubner 1928.